# Alfred DiMora
Alfred J DiMora, född i Rochester, New York, USA. Grundaren av företaget DiMora vilket har byggt exklusiva bilar sedan 1970-talet. Kända modeller är Clenet och Sceptre.
Utvecklar idag världens dyraste bil, DiMora Natalia SLS 2, som säljs för 14,5 miljoner kronor.